# Synagelides gosainkundicus
Synagelides gosainkundicus là một loài nhện trong họ Salticidae.
Loài này thuộc chi Synagelides. Synagelides gosainkundicus được Bohdanowicz miêu tả năm 1987.